# فرودگاه منطقه کارلایل لیک
فرودگاه منطقه کارلایل لیک (به انگلیسی: Carlisle Lake District Airport) یک فرودگاه خصوصی باربری با کد یاتا CAX است که یک باند فرود آسفالت دارد و طول باند آن ۹۳۸ متر است. این فرودگاه در کشور انگلستان قرار دارد و در ارتفاع ۵۸ متری از سطح دریا واقع شده‌است.